# Haliclona mokuoloea
Haliclona mokuoloea är en svampdjursart som först beskrevs av de Laubenfels 1950.  Haliclona mokuoloea ingår i släktet Haliclona och familjen Chalinidae. Inga underarter finns listade i Catalogue of Life.